# Wahlkreis Latina (Camera dei deputati)
Der Wahlkreis Latina war von 1993 bis 2005 und ist seit 2017 wieder ein Wahlkreis (italienisch collegio elettorale) für die Wahl der Abgeordnetenkammer.

## Von 1993 bis 2005

### Wahlkreisgebiet
Der Wahlkreis umfasste 3 Gemeinden: Latina, Pontinia und Sermoneta.

### Wahlergebnisse

#### Parlamentswahl 1994

##### Direktstimmen
| Kandidaten               | Kandidaten              | Parteien                                          | Stimmen | %    |
| ------------------------ | ----------------------- | ------------------------------------------------- | ------- | ---- |
|                          | Vincenzo Zaccheogewählt | Polo del Buon Governo (FI – AN – CCD – UdC – PLD) | 56.221  | 64,6 |
|                          | Diego Giliberti         | Progressisti                                      | 18.933  | 21,8 |
|                          | Renato Enrico Urban     | Patto per l’Italia                                | 8.168   | 9,4  |
|                          | Alberto Spelda          | Movimento Cristiano Democratico                   | 3.685   | 4,2  |
| Gesamt                   | Gesamt                  | Gesamt                                            | 87.007  | 100  |
|                          |                         |                                                   |         |      |
| Ungültige Stimmen        | Ungültige Stimmen       | Ungültige Stimmen                                 | 6.127   | 6,6  |
| Wähler                   | Wähler                  | Wähler                                            | 93.134  | 89,5 |
| Wahlberechtigte          | Wahlberechtigte         | Wahlberechtigte                                   | 104.068 |      |
|                          |                         |                                                   |         |      |
| Quelle: Innenministerium |                         |                                                   |         |      |

##### Listenstimmen
| Parteien                             | Parteien                        | Parteien                           | Stimmen | %    |
| ------------------------------------ | ------------------------------- | ---------------------------------- | ------- | ---- |
|                                      | Polo del Buon Governo           | Forza Italia                       | 29.142  | 33,4 |
| Alleanza Nazionale                   | Polo del Buon Governo           | 24.520                             | 28,1    |      |
| ↳ Gesamt                             | Polo del Buon Governo           | 53.662                             | 61,5    |      |
|                                      | Progressisti                    | Partito Democratico della Sinistra | 11.450  | 13,1 |
| Partito della Rifondazione Comunista | Progressisti                    | 3.369                              | 3,9     |      |
| Partito Socialista Italiano          | Progressisti                    | 1.476                              | 1,7     |      |
| Alleanza Democratica                 | Progressisti                    | 1.476                              | 1,7     |      |
| ↳ Gesamt                             | Progressisti                    | 17.771                             | 20,4    |      |
|                                      | Patto per l’Italia              | Partito Popolare Italiano          | 9.509   | 10,9 |
|                                      | Lista Marco Pannella            | Lista Marco Pannella               | 5.127   | 5,9  |
|                                      | Movimento Cristiano Democratico | Movimento Cristiano Democratico    | 1.136   | 1,3  |
| Gesamt                               | Gesamt                          | Gesamt                             | 87.205  | 100  |
|                                      |                                 |                                    |         |      |
| Ungültige Stimmen                    | Ungültige Stimmen               | Ungültige Stimmen                  | 5.929   | 6,4  |
| Wähler                               | Wähler                          | Wähler                             | 93.134  | 89,5 |
| Wahlberechtigte                      | Wahlberechtigte                 | Wahlberechtigte                    | 104.068 |      |
|                                      |                                 |                                    |         |      |
| Quelle: Innenministerium             |                                 |                                    |         |      |

#### Parlamentswahl 1996

##### Direktstimmen
| Kandidaten               | Kandidaten              | Parteien            | Stimmen | %    |
| ------------------------ | ----------------------- | ------------------- | ------- | ---- |
|                          | Vincenzo Zaccheogewählt | Polo per le Libertà | 51.867  | 59,1 |
|                          | Francesco Davoli        | L’Ulivo             | 30.393  | 34,6 |
|                          | Marco Marcucci          | Fiamma Tricolore    | 5.575   | 6,3  |
| Gesamt                   | Gesamt                  | Gesamt              | 87.835  | 100  |
|                          |                         |                     |         |      |
| Ungültige Stimmen        | Ungültige Stimmen       | Ungültige Stimmen   | 6.282   | 6,7  |
| Wähler                   | Wähler                  | Wähler              | 94.117  | 87,7 |
| Wahlberechtigte          | Wahlberechtigte         | Wahlberechtigte     | 107.289 |      |
|                          |                         |                     |         |      |
| Quelle: Innenministerium |                         |                     |         |      |

##### Listenstimmen
| Parteien                                          | Parteien                             | Parteien                             | Stimmen | %    |
| ------------------------------------------------- | ------------------------------------ | ------------------------------------ | ------- | ---- |
|                                                   | Polo per le Libertà                  | Forza Italia                         | 28.293  | 31,9 |
| Alleanza Nazionale                                | Polo per le Libertà                  | 26.952                               | 30,4    |      |
| CCD – CDU                                         | Polo per le Libertà                  | 4.338                                | 4,9     |      |
| ↳ Gesamt                                          | Polo per le Libertà                  | 59.583                               | 67,1    |      |
|                                                   | L’Ulivo                              | Partito Democratico della Sinistra   | 11.179  | 12,6 |
| Popolari per Prodi (PPI – SVP – PRI – UD – Prodi) | L’Ulivo                              | 5.386                                | 6,1     |      |
| Rinnovamento Italiano                             | L’Ulivo                              | 3.345                                | 3,8     |      |
| Federazione dei Verdi                             | L’Ulivo                              | 2.211                                | 2,5     |      |
| ↳ Gesamt                                          | L’Ulivo                              | 22.121                               | 24,9    |      |
|                                                   | Partito della Rifondazione Comunista | Partito della Rifondazione Comunista | 5.310   | 6,0  |
|                                                   | Fiamma Tricolore                     | Fiamma Tricolore                     | 1.751   | 2,0  |
| Gesamt                                            | Gesamt                               | Gesamt                               | 88.765  | 100  |
|                                                   |                                      |                                      |         |      |
| Ungültige Stimmen                                 | Ungültige Stimmen                    | Ungültige Stimmen                    | 5.336   | 5,7  |
| Wähler                                            | Wähler                               | Wähler                               | 94.101  | 87,7 |
| Wahlberechtigte                                   | Wahlberechtigte                      | Wahlberechtigte                      | 107.289 |      |
|                                                   |                                      |                                      |         |      |
| Quelle: Innenministerium                          |                                      |                                      |         |      |

#### Parlamentswahl 2001

##### Direktstimmen
| Kandidaten               | Kandidaten              | Parteien           | Stimmen | %    |
| ------------------------ | ----------------------- | ------------------ | ------- | ---- |
|                          | Vincenzo Zaccheogewählt | Casa delle Libertà | 56.960  | 61,9 |
|                          | Luigi Di Mambro         | L’Ulivo            | 25.459  | 27,7 |
|                          | Maurizio Galardo        | Democrazia Europea | 4.225   | 4,6  |
|                          | Giovanni Scorziello     | Lista Di Pietro    | 2.756   | 3,0  |
|                          | Marco Ulgiati           | Lista Emma Bonino  | 2.658   | 2,9  |
| Gesamt                   | Gesamt                  | Gesamt             | 92.058  | 100  |
|                          |                         |                    |         |      |
| Ungültige Stimmen        | Ungültige Stimmen       | Ungültige Stimmen  | 4.828   | 5,0  |
| Wähler                   | Wähler                  | Wähler             | 96.886  | 86,4 |
| Wahlberechtigte          | Wahlberechtigte         | Wahlberechtigte    | 112.156 |      |
|                          |                         |                    |         |      |
| Quelle: Innenministerium |                         |                    |         |      |

##### Listenstimmen
| Parteien                               | Parteien                             | Parteien                             | Stimmen | %    |
| -------------------------------------- | ------------------------------------ | ------------------------------------ | ------- | ---- |
|                                        | Casa delle Libertà                   | Forza Italia                         | 37.622  | 40,8 |
| Alleanza Nazionale                     | Casa delle Libertà                   | 20.336                               | 22,0    |      |
| CCD – CDU                              | Casa delle Libertà                   | 2.757                                | 3,0     |      |
| Nuovo PSI                              | Casa delle Libertà                   | 571                                  | 0,6     |      |
| ↳ Gesamt                               | Casa delle Libertà                   | 61.286                               | 66,4    |      |
|                                        | L’Ulivo                              | Democratici di Sinistra              | 10.560  | 11,4 |
| La Margherita (Dem – PPI – RI – Udeur) | L’Ulivo                              | 7.078                                | 7,7     |      |
| Il Girasole (FdV – SDI)                | L’Ulivo                              | 1.546                                | 1,7     |      |
| Partito dei Comunisti Italiani         | L’Ulivo                              | 935                                  | 1,0     |      |
| ↳ Gesamt                               | L’Ulivo                              | 20.119                               | 21,8    |      |
|                                        | Lista Di Pietro                      | Lista Di Pietro                      | 3.413   | 3,7  |
|                                        | Partito della Rifondazione Comunista | Partito della Rifondazione Comunista | 2.638   | 2,9  |
|                                        | Democrazia Europea                   | Democrazia Europea                   | 2.281   | 2,5  |
|                                        | Lista Emma Bonino                    | Lista Emma Bonino                    | 2.266   | 2,5  |
|                                        | Paese Nuovo                          | Paese Nuovo                          | 214     | 0,2  |
|                                        | Abolizione Scorporo                  | Abolizione Scorporo                  | 76      | 0,1  |
| Gesamt                                 | Gesamt                               | Gesamt                               | 92.293  | 100  |
|                                        |                                      |                                      |         |      |
| Ungültige Stimmen                      | Ungültige Stimmen                    | Ungültige Stimmen                    | 4.593   | 4,7  |
| Wähler                                 | Wähler                               | Wähler                               | 96.886  | 86,4 |
| Wahlberechtigte                        | Wahlberechtigte                      | Wahlberechtigte                      | 112.156 |      |
|                                        |                                      |                                      |         |      |
| Quelle: Innenministerium               |                                      |                                      |         |      |

## Von 2017 bis 2020

### Wahlkreisgebiet
Der Wahlkreis umfasste 14 Gemeinden: Aprilia, Bassiano, Cisterna di Latina, Cori, Latina, Maenza, Norma, Priverno, Prossedi, Rocca Massima, Roccagorga, Roccasecca dei Volsci, Sermoneta und Sezze.

### Wahlergebnisse

#### Parlamentswahl 2018
| Kandidaten               | Kandidaten            | Stimmen | %    | Listen                                      | Stimmen | %    |
| ------------------------ | --------------------- | ------- | ---- | ------------------------------------------- | ------- | ---- |
|                          | Giorgia Melonigewählt | 70.268  | 41,0 | Lega                                        | 30.082  | 17,6 |
| Forza Italia             | Giorgia Melonigewählt | 70.268  | 41,0 | 26.152                                      | 15,3    |      |
| Fratelli d’Italia        | Giorgia Melonigewählt | 70.268  | 41,0 | 12.242                                      | 7,1     |      |
| Noi con l’Italia – UDC   | Giorgia Melonigewählt | 70.268  | 41,0 | 1.792                                       | 1,0     |      |
|                          | Leone Martellucci     | 62.563  | 36,5 | Movimento 5 Stelle                          | 62.563  | 36,5 |
|                          | Federico Fauttilli    | 26.293  | 15,3 | Partito Democratico                         | 22.912  | 13,4 |
| +Europa                  | Federico Fauttilli    | 26.293  | 15,3 | 2.717                                       | 1,6     |      |
| Italia Europa Insieme    | Federico Fauttilli    | 26.293  | 15,3 | 343                                         | 0,2     |      |
| Civica Popolare          | Federico Fauttilli    | 26.293  | 15,3 | 321                                         | 0,2     |      |
|                          | Tommaso Conti         | 5.250   | 3,1  | Liberi e Uguali                             | 5.250   | 3,1  |
|                          | Alessandra D’Ottavi   | 3.327   | 1,9  | CasaPound Italia                            | 3.327   | 1,9  |
|                          | Rosanna Cugurra       | 1.456   | 0,8  | Potere al Popolo!                           | 1.456   | 0,8  |
|                          | Paola Bucciarelli     | 849     | 0,5  | Partito Comunista                           | 849     | 0,5  |
|                          | Barbara Moi           | 670     | 0,4  | Il Popolo della Famiglia                    | 670     | 0,4  |
|                          | Natascia Perino       | 472     | 0,3  | Italia agli Italiani (FT – FN)              | 472     | 0,3  |
|                          | Angela Matteucci      | 123     | 0,1  | Lista del Popolo per la Costituzione        | 123     | 0,1  |
|                          | Romana Paolini        | 122     | 0,1  | Per una Sinistra Rivoluzionaria (SCR – PCL) | 122     | 0,1  |
| Gesamt                   | Gesamt                | 171.393 | 100  |                                             | 171.393 | 100  |
|                          |                       |         |      |                                             |         |      |
| Ungültige Stimmen        | Ungültige Stimmen     | 6.305   | 3,5  |                                             |         |      |
| Wähler                   | Wähler                | 177.698 | 74,1 |                                             |         |      |
| Wahlberechtigte          | Wahlberechtigte       | 239.838 |      |                                             |         |      |
|                          |                       |         |      |                                             |         |      |
| Quelle: Innenministerium |                       |         |      |                                             |         |      |

## Seit 2020

### Wahlkreisgebiet
| Wahlkreise – Camera dei deputati – Latium | Wahlkreise – Camera dei deputati – Latium | Wahlkreise – Camera dei deputati – Latium |
| Provinz                                   | Provinz                                   | Gemeinden nach Provinzen ⮞ Wahlkreis |
| ----------------------------------------- | ----------------------------------------- | --- |
|                                           | Metropolitanstadt Rom (121 Gemeinden)     | ↳ Latium 1: Teil Roms ⮞ Wahlkreis Rom – Municipio I Teil Roms ⮞ Wahlkreis Rom – Municipio III Teil Roms ⮞ Wahlkreis Rom – Municipio V 1 + Teil Roms ⮞ Wahlkreis Rom – Municipio VII 1 + Teil Roms ⮞ Wahlkreis Rom – Municipio X 1 + Teil Roms ⮞ Wahlkreis Rom – Municipio XI Teil Roms ⮞ Wahlkreis Rom – Municipio XIV 63 ⮞ Wahlkreis Guidonia Montecelio 18 ⮞ Wahlkreis Velletri ↳ Latium 2: 30 ⮞ Wahlkreis Rieti 6 ⮞ Wahlkreis Viterbo |
|                                           | Provinz Frosinone (91 Gemeinden)          | 60 ⮞ Wahlkreis Frosinone 31 ⮞ Wahlkreis Terracina |
|                                           | Provinz Latina (33 Gemeinden)             | 17 ⮞ Wahlkreis Latina 16 ⮞ Wahlkreis Terracina |
|                                           | Provinz Rieti (73 Gemeinden)              | alle ⮞ Wahlkreis Rieti |
|                                           | Provinz Viterbo (60 Gemeinden)            | 48 ⮞ Wahlkreis Viterbo 12 ⮞ Wahlkreis Rieti |

Der Wahlkreis umfasst 17 Gemeinden; genauer gesagt, 17 von 33 Gemeinden der Provinz Latina: Aprilia, Bassiano, Cisterna di Latina, Cori, Latina, Maenza, Norma, Pontinia, Priverno, Prossedi, Rocca Massima, Roccagorga, Roccasecca dei Volsci, Sabaudia, Sermoneta, Sezze und Sonnino.

### Wahlergebnisse

#### Parlamentswahl 2022
| Kandidaten                          | Kandidaten             | Stimmen | %    | Listen                                                  | Stimmen | %    |
| ----------------------------------- | ---------------------- | ------- | ---- | ------------------------------------------------------- | ------- | ---- |
|                                     | Chiara Colosimogewählt | 88.970  | 54,5 | Fratelli d’Italia                                       | 55.321  | 33,9 |
| Lega per Salvini Premier            | Chiara Colosimogewählt | 88.970  | 54,5 | 16.581                                                  | 10,2    |      |
| Forza Italia                        | Chiara Colosimogewählt | 88.970  | 54,5 | 16.498                                                  | 10,1    |      |
| Noi Moderati                        | Chiara Colosimogewählt | 88.970  | 54,5 | 570                                                     | 0,3     |      |
|                                     | Tommaso Malandruccolo  | 31.940  | 19,6 | Partito Democratico – Italia Democratica e Progressista | 23.112  | 14,2 |
| Alleanza Verdi e Sinistra           | Tommaso Malandruccolo  | 31.940  | 19,6 | 4.319                                                   | 2,6     |      |
| +Europa                             | Tommaso Malandruccolo  | 31.940  | 19,6 | 3.605                                                   | 2,2     |      |
| Impegno Civico – Centro Democratico | Tommaso Malandruccolo  | 31.940  | 19,6 | 904                                                     | 0,6     |      |
|                                     | Gianluca Bono          | 25.519  | 15,6 | Movimento 5 Stelle                                      | 25.519  | 15,6 |
|                                     | Tiziano Lauri          | 10.049  | 6,2  | Azione – Italia Viva                                    | 10.049  | 6,2  |
|                                     | Giuseppe Barbaro       | 2.894   | 1,8  | Italexit per l’Italia                                   | 2.894   | 1,8  |
|                                     | Fabrizio Marchi        | 2.056   | 1,3  | Italia Sovrana e Popolare                               | 2.056   | 1,3  |
|                                     | Francesca Malara       | 1.756   | 1,1  | Unione Popolare                                         | 1.756   | 1,1  |
| Gesamt                              | Gesamt                 | 163.184 | 100  |                                                         | 163.184 | 100  |
|                                     |                        |         |      |                                                         |         |      |
| Ungültige Stimmen                   | Ungültige Stimmen      | 6.246   | 3,7  |                                                         |         |      |
| Wähler                              | Wähler                 | 169.430 | 62,9 |                                                         |         |      |
| Wahlberechtigte                     | Wahlberechtigte        | 269.513 |      |                                                         |         |      |
|                                     |                        |         |      |                                                         |         |      |
| Quelle: Innenministerium            |                        |         |      |                                                         |         |      |